# 东方野扇花
东方野扇花（学名：Sarcococca orientalis）为黄杨科野扇花属的植物，为中国的特有植物。分布于中国大陆的广东、福建、江西、浙江等地，生长于海拔250米至1,000米的地区，常生于林下及溪边，目前尚未由人工引种栽培。
其种加词“orientalis”意为“东方的”。